# Руско-шведски рат (1554—1557)
Руско-шведски рат (1554-1557) (шведски: Stora ryska krige, руски: Шведски поход) је био краткотрајан рат између Краљевине Шведске и Руског царства. Представља увод у већи, Ливонски рат (1558-1583). 

## Историја
Повод за избијање рата била је одлука руског цара Ивана Грозног да се односи са Шведском одржавају преко новгородског губернатора, а не као до тада, директно преко Москве. Шведски краљ Густав Васа сматрао је да Иван Грозни тиме њега понижава сматрајући га вазалом, а не самосталним владарем. Такође, споразум којим је окончан последњи рат непрекидно је кршен. У Карелији су били многобројни спорови око ловишта. Мало је докумената који говоре о овом рату. Због тога се не може поуздано утврдити време избијања рата. Изгледа да до јуна 1555. године није било отворених непријатељстава између две државе. Напад је отпочео шведски адмирал Јаков Баг (15-29. септембра 1555) поморским десантом на тврђаву Орешек на Неви, али је одбијен. Русија је децембра исте године објавила Шведској рат и покренула напад на Финску. Руси су 20. јануара 1556. године разбили шведску војску код Кивинеба. Потом су са снагама од 20 до 25.000 људи кренули на тврђаву Виборг и похарали њену околину (21-25. јануар 1556), али су се након тога повукли. Густав Васа је затражио прекид рата прихватајући руске услове комуникације преко Новгорода. Кнут Јохансон је 13. јула 1556. године послат у Новгород да договори примирје. Преговори су се одужили до априла 1557. године када је закључен Новгородски мир. Потврђено је стање пре избијања рата. 